# Dendrolagus inustus
Dendrolagus inustus là một loài động vật có vú trong họ Macropodidae, bộ Hai răng cửa. Loài này được Müller mô tả năm 1840.
Loài này được tìm thấy ở rừng chân núi ở bắc và tây New Guinea. Loài này cũng được biết đến ở đảo Yapen, còn việc hiện diện của nó ở Salawati và Waigeo không chắc chắn lắm.
Loài này phát triển đến chiều dài khoảng 75–90 cm với con đực lớn hơn đáng kể so với con cái. Chúng giống như loài chuột túi sinh sống trên mặt đất và trọng lượng của mỗi con dao động từ khoảng 8 đến 15 kg. Chúng có đầu nhỏ, với mũi phẳng, cánh tay mạnh mẽ để leo trèo, chân sau dài và bàn chân lớn cho một con vật sống trên cây. Các ngón chân có móng vuốt mạnh mẽ và ngón chân thứ tư dài hơn các ngón khác.

## Hình ảnh

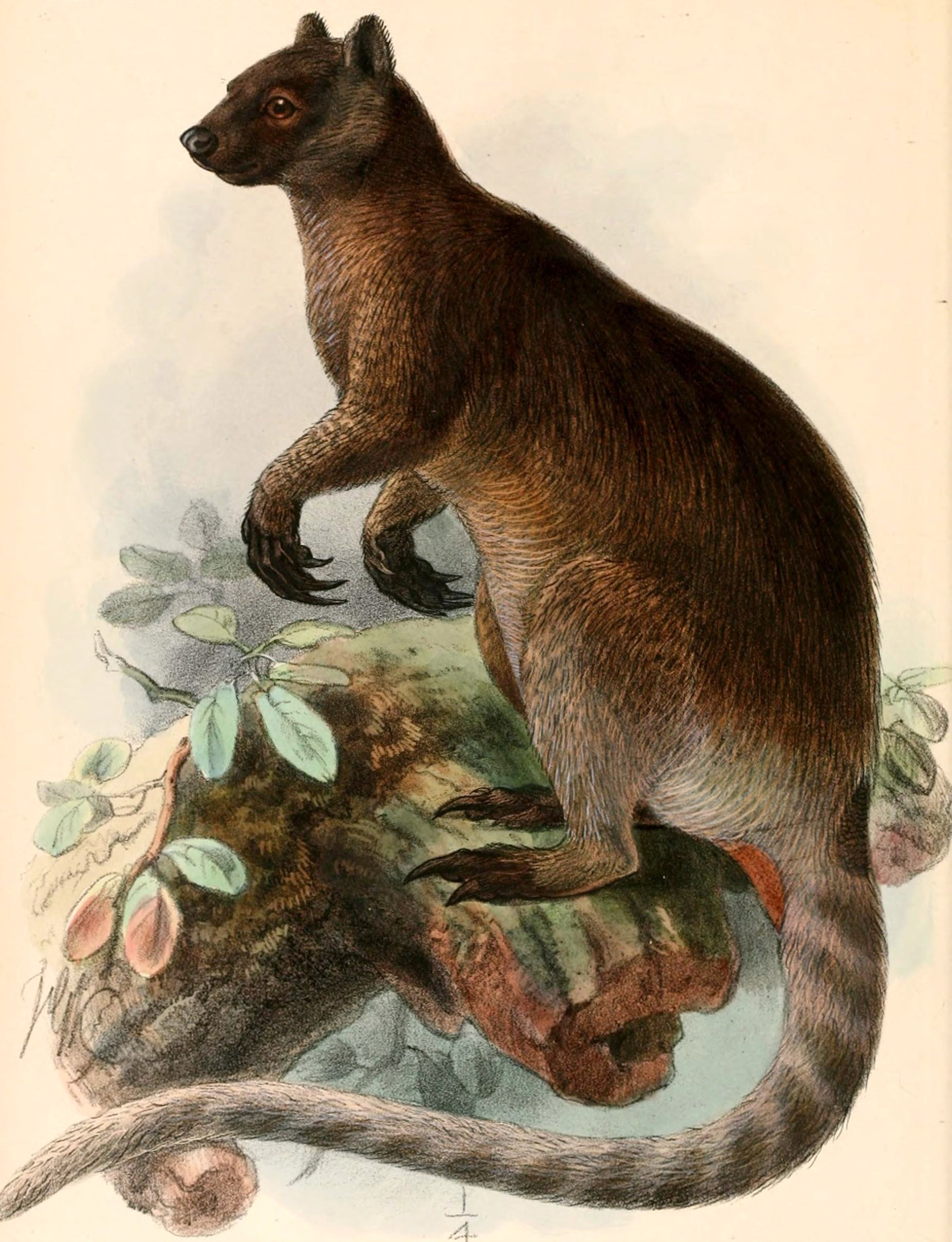